# Medidas de impacto
Estas medidas surgen por la necesidad de evaluar si el número determinado de eventos que subyacen en una población se derivan de un factor específico de exposición.  Al índice obtenido de este análisis se lo denomina riesgo atribuible (RA); el mismo que es utilizado en los campos que abarca la salud. Para considerar útil al RA, debemos tener una seguridad absoluta de que exista una relación causal, entre el efecto y el factor de exposición. Por lo que es vital tener evidencia suficiente apoyada en estudios epidemiológicos que amparen que el factor de exposición es el causal que provoca la enfermedad. Solo es posible calcular el RA en los sujetos que hayan sido expuestos. Para lo cual se considera dos muestras de las cuales una corresponde al grupo expuesto y la otra al no expuesto. Para resolver esto se debe considerar que en el grupo de no expuestos también puede surgir la enfermedad con menor probabilidad o porcentaje que el grupo de los expuestos al factor de riesgo.

## Definición
Son aquellas medidas que relacionan los factores de riesgo con la enfermedad y el impacto que tiene un factor de riesgo en la población. Asimismo verifica si la asociación es o no al azar cerciorándose a qué nivel de confianza pertenece.
Aquí se emplea el riesgo relativo (RR)1 en estudios de cohortes y la odds ratio (OR)2 en estudios de casos y controles. Considerándolas, así como medidas de impacto potenciales al riesgo atribuible o fracción etiológica cuando el factor de exposición genera que se incremente el RR>1 y a la vez relaciona a la fracción prevenible con una disminución del RR<1. Las medidas de impacto potenciales a la vez pueden ser clasificadas en dependencia de su función en: medidas de impacto absolutas (MIA) cuando se encargan de calcular el exuberante riesgo en las personas expuestas que se referenció; medición del exceso de riesgo en las personas expuestas de la población referenciada (MIR); medición del porcentaje de riesgo obtenido por exposición.  También los números de impacto potenciales (NIP) y los potenciales absolutos (NIPA).

## Riesgo atribuible o diferencia de riesgo
El riesgo atribuible es una medida de tendencia epidemiológica donde pretendemos analizar la cantidad de casos nuevos (incidencia) entre los grupos de personas que se hallan expuestos a un factor de riesgo o un factor predisponente y un grupo de personas que no se halle expuesto al factor.
Se establece una tasa para demostrar la Incidencia de casos nuevos en los expuestos sobre los no expuestos.
Riesgo atribuible = incidencia (expuestos) – incidencia (no expuestos)
La diferencia de riesgo pretende establecer una relación para demostrar al exceso de personas las cuales enferman sin estar expuestas con aquellas expuestas al factor para el desarrollo de la enfermedad. 
La proporción de riesgo intenta medir de manera proporcional la diferencia de riesgo en la parecencia de una enfermedad donde se comparan las proporciones de expuestos para una enfermedad y de no expuestos en una enfermedad y así demostrar el valor para la parecencia de una enfermedad si se eliminaría el factor de exposición o de riesgo.

## Fracción etiológica de expuestos o riesgo atribuible porcentual
Fracción etiológica de expuestos o riesgo atribuible porcentual 
Se la conoce a su vez con el nombre de fracción atribuible o como porcentaje de riesgo atribuible; se la representa generalmente con las siglas FAe, cuando se le denomina riesgo atribuible porcentual se representa con las siglas de RA%. Se denomina FAe a la proporción de la enfermedad que se da a una exposición, es decir, el porcentaje de incidencia de la enfermedad que evitaríamos en los expuestos, una vez que se haya eliminado el factor de riesgo.
Se calcula de la siguiente manera:
{\displaystyle FAe={\operatorname {Ie} \!-\operatorname {Io} \! \over \operatorname {Ie} \!}}
En donde:
Ie es la incidencia de la población expuesta
Io es la población no expuesta 
El valor de lo que es la FAe va a depender del valor del RR, siendo así, la fórmula se para su respectivo cálculo sería: 
{\displaystyle FAe={\operatorname {RR} \!-1 \over \operatorname {RR} \!}}

## Fracción etiológica o riesgo atribuible poblacional porcentual
Fracción Atribuible (Etiológica) en Población (FAF):
La proporción o porcentaje atribuible para toda la población se refiere a la incidencia de la población total que puede decirse que estaba expuesta, se resumiría como la incidencia del total de la población de estudio menos las personas expuestas. Se la conoce también como Riesgo Atribuible de Levin o poblacional porcentual (RAP%).
El cálculo se lo realiza de la siguiente manera:
Fracción atribuible de la población (PAF)= (proporción de casos expuestos) x (proporción atribuible en la exposición)
Otra de las fórmulas para su cálculo es:
{\displaystyle PAF={\operatorname {Ppop} \!\times (\operatorname {RR} -1)\! \over \operatorname {Ppop} \!\times (\operatorname {RR} -1)\!+\operatorname {x} }}
Ppop= proporción de expuestos en la población en general de estudio
RR= tasa o proporción de riesgo

## Fracción Prevenible
Se habla de la Fracción Prevenible en aquellas situaciones donde, tras el proceso investigativo, se infiere que un factor específico de exposición evita la aparición de determinada enfermedad, es decir, se considera como protector. La condición para que esta de debe ser ante todo que el Riesgo Relativo sea menor que 1, lo cual indica una asociación negativa entre el factor de exposición y el evento; por lo que es lógico que su cálculo se base en la siguiente ecuación:
{\displaystyle FP={\operatorname {(} 1-\operatorname {RR} )*100}}
Se conoce que esta medida tiene dos vertientes: la Fracción Prevenible Poblacional, que viene siendo una proporción de la población donde se ha logrado evitar la aparición de una patología determinada debido a la exposición a dicho factor. En otras palabras, podemos decir que brinda una medida negativa de incidencia que indica la efectividad de la prevención con dicho factor. La otra sería la Fracción Prevenible para Expuestos, que se basa en el cálculo de todos aquellos individuos que se expusieron al factor protector, pero no en una cuantía o tiempo suficiente; dando una medida de todas aquellas prevenciones incompletas, por llamarlas de algún modo, de todos los casos que pudieron haberse evitado con una exposición efectiva.